# 区舰队

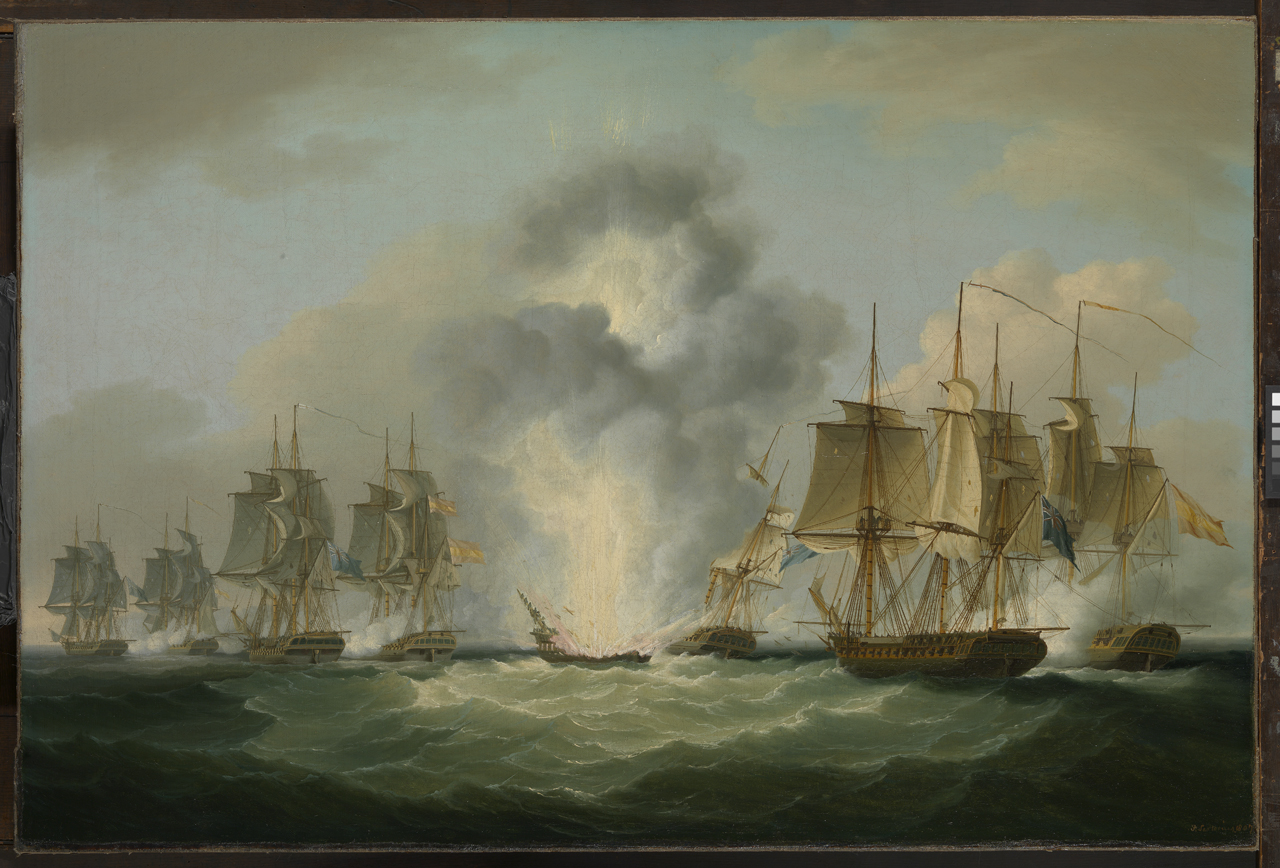
1804年10月5日，José de Bustamante y Guerra的西班牙运银区舰队遭到4艘英国护卫舰拦截。

区舰队是海军或其他水面武装部隊的战术建制组织。
在近代海军史上，区舰队往往作为上层的舰队的一个下属单位。区舰队通常由相同级别的小型军舰组成，如护卫舰、驱逐舰、鱼雷艇、潜艇、炮艇、掃雷艦等。相对的，由大型军舰组成的舰群常称为分舰队。由非主力舰组成的单位的名称则比较混乱，有的叫分舰队、有的叫区舰队。而一支舰队通常由若干艘主力舰与护卫的小型舰艇、及辅助舰艇组成，其中每艘主力舰率领的单位叫做分舰队或者特遣舰队。
一支区舰队根据其重要性，可能会由海军少将、海军准将或者海军上校指挥（而分舰队通常由海军中将指挥）。区舰队通常划分为2个或更多的总队，总队由海军中校指挥。
现代海军通常由舰队-区舰队-分舰队的层级结构，见2010年版《大英百科全书》。随着舰艇越来越大，许多国家海军的护卫舰、驱逐舰、潜艇编成为分舰队而不是区舰队。

## 美国海岸警卫队
美国海岸警卫队辅助队中，区舰队是由本地志愿者组成并完成基层的主要工作。区舰队正副指挥官由选举产生，上级指派一名区舰队参谋官（Flotilla Staff Officer）。

## 俄羅斯帝國海軍/蘇聯海軍
俄羅斯帝國海軍、苏联海军中，区舰队用于给定区域部署的黄水海军，包括近海（内海）、江河、湖区，以及潜艇区舰队。
- 里海区舰队（一直独立隶属于海军总部）：1722年11月建立，1781年重建。1918年4月再建阿斯特拉罕边疆区舰队。1918年10月13日改建阿斯特拉罕-里海区舰队，1919年7月并入伏尔加河－里海区舰队。1920年7月改名为里海舰队。1931年6月27日改称里海区舰队。
- 白海区舰队（俄语：Беломорская военная флотилия）三次组建：1693-1694、1920、1941-1945、1945-1956
- 亚速海区舰队五次组建：1768—1774、1917—1918、1919—1920、1920—1921、1941—1944
- 顿河区舰队存在于：1733-1739、1768-1783、1919年3月-8月、1920.3-1921.6、1941.10-1942.7
- 第聂伯河区舰队（俄语：Днепровская военная флотилия），四次组建：1736—1739、1919.8—1920.12、1931.6—1940.6、1943.9—1945.5
- 伏尔加河区舰队（俄语：Волжская военная флотилия）：1918.6-1919.7、1941.10-1944.6.30
- 德涅斯特河区舰队
- 多瑙河区舰队存在于：1771年-1774、1787-1879、1917.11-1918.3、1940.6 — 1941.11.20、1944.4—1960
- 平斯克区舰队（俄语：Пинская военная флотилия）存在于1940年7月17日至1941年10月5日
- 楚德湖区舰队（俄语：Чудская военная флотилия）3次组建：1915-1917、1918.4-1919、1941.7.3-1941.8.27
- 伊尔门湖区舰队（俄语：Ильменская военная флотилия）：存在于1941年7月28日至10月20日，隶属于西北方面军。
- 拉多加湖区舰队（俄语：Ладожская военная флотилия）存在于1939.10—1940.11、1941.6.25—1944.11.4
- 奥涅加湖区舰队（俄语：Онежская военная флотилия），三次组建：1918.6—1920.3、1941.8.3-1941.11.28、1942.4—1944.7.10
- 红旗阿穆尔河区舰队：1905—1998
- 北太平洋区舰队：1939年8月组建。
- 北德维纳河区舰队（1919）
- 普里皮亚季河区舰队（俄语：Пpипятская Флотилия），1919年7月建立，同年9月26日编入第聂伯河区舰队
- 阿姆河区舰队（俄语：Амудaрьинская Bоенная Флотилия）:1877-1918.7，1920
- 锡尔河区舰队（俄语：Cыpдapьинская Bоенная Флотилия），1922年5月建立，同年6月撤销
- 咸海区舰队（俄语：Аpaльская Bоенная Флотилия）：1853-1883，1919-1920.11
- 贝加尔湖区舰队（俄语：Бaйкальская Bоенная Флотилия）：1918年6月建立，8月自沉全部舰船。1919年12月建立贝加尔湖护卫舰支队，1921年2月改为贝加尔湖区舰队，舰船来自撤编的西伯利亚区舰队与叶尼塞河区舰队，1922年5月撤销。
- 叶尼塞河区舰队（俄语：Eниceйская Bоенная Флотилия）：1920年1月利用在克拉斯诺亚尔斯克缴获舰船组成，同年4月编入西伯利亚区舰队。
- 西德维纳河区舰队（俄语：Зaпaднo－Двинская Bоенная Флотилия）：1919年11月-1920年11月
- 鄂霍次克区舰队（俄语：Oxoтcкая Флотилия）：1731年建立，1856年改名为西伯利亚区舰队。
- 西伯利亚区舰队（俄语：Cибиpская Bоенная Флотилия）：1856年建立，由原鄂霍次克区舰队改名，1918年7月舰船被掠走。1919年12月再建，1921年2月改名为远东共和国海军。
- 潜艇区舰队：1960年代随着苏联海军大量装备战略核潜艇，开始提升潜艇部队的编制组建了5个潜艇区舰队：
  - 核潜艇第1区舰队：隶属于北方舰队
  - 核潜艇第2区舰队：隶属于太平洋舰队
  - 核潜艇第3区舰队：隶属于北方舰队
  - 核潜艇第4区舰队：隶属于太平洋舰队
  - 核潜艇第11区舰队：隶属于北方舰队

## 俄罗斯海军
聶伯河區艦隊：2024年建立